# (16718) Morikawa
(16718) Morikawa est un astéroïde de la ceinture principale.

## Description
(16718) Morikawa est un astéroïde de la ceinture principale. Il fut découvert le 30 octobre 1995 à Kitami par Kin Endate et Kazuro Watanabe. Il présente une orbite caractérisée par un demi-grand axe de 3,06 UA, une excentricité de 0,09 et une inclinaison de 4,4° par rapport à l'écliptique.

## Compléments